# Сан Коломбано (Леко)
Сан Коломбано је насеље у Италији у округу Леко, региону Ломбардија.
Према процени из 2011. у насељу је живело 49 становника. Насеље се налази на надморској висини од 231 м.